# دومينيل (مترو باريس)
دومينيل (بالفرنسية: Daumesnil)‏ هي محطة مترو تابعة لمترو باريس تقع في فرنسا في الدائرة الثانية عشرة في باريس.[بحاجة لمصدر]